# Coronellaria delitschiana
Coronellaria delitschiana är en svampart som först beskrevs av Bernhard Auerswald, och fick sitt nu gällande namn av Petter Adolf Karsten 1870. Coronellaria delitschiana ingår i släktet Coronellaria och familjen Dermateaceae.   Inga underarter finns listade i Catalogue of Life.